# 安達爾加拉
27°36′S 66°19′W / 27.600°S 66.317°W

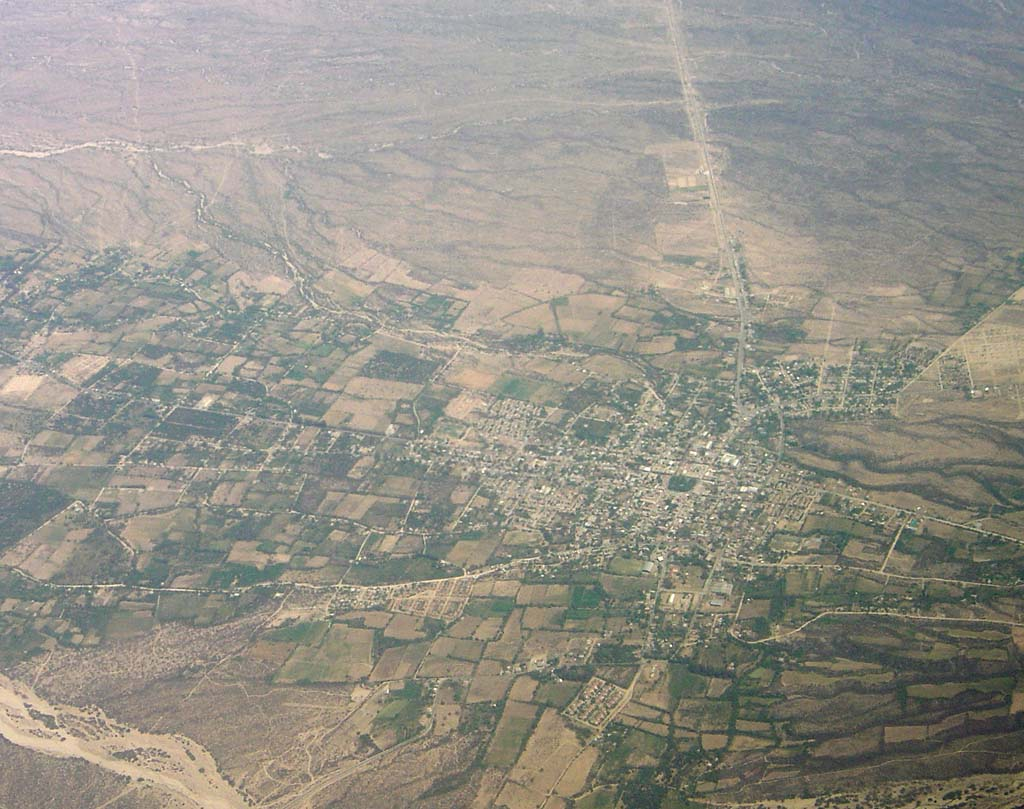
安達爾加拉

安達爾加拉（西班牙語：Andalgalá），是阿根廷的城鎮，位於該國東北部卡塔馬卡省，是安達爾加拉縣的首府，距離卡塔馬卡248公里，海拔高度960米，每年平均降雨量297毫米，2001年人口14,068。